# Vintilă Cossini
Vintilă Cossini (né le 21 novembre 1913 à Constanța en Roumanie et mort le 20 juin 2000) était un joueur de football international roumain, famille d'origine italienne, qui évoluait au poste de milieu de terrain.

## Biographie

### Carrière de Club
On sait peu de choses sur sa carrière sauf qu'il jouait en club dans l'équipe du championnat roumain du FC Rapid Bucarest, un des meilleurs clubs de la capitale du pays.

### Carrière internationale
Il est également international avec la Roumanie, et participe à la coupe du monde 1938 en France.